# 萊海姆附近里德湖
49°51′36″N 8°25′26″E / 49.86000°N 8.42389°E
萊海姆附近里德湖（德語：Riedsee bei Leeheim），是德國的湖泊，位於該國中部，由黑森州負責管轄，處於里德施塔特，面積0.24平方公里，海拔高度80米，平均水深9.1米，最大水深38米。